# Вертікова Ірина Григорівна
Ірина Григорівна Вертікова (нар. 16 березня 1971, с. Велика Чернеччина, Сумський район, Сумська область) — журналістка, член НСЖУ, до жовтня 2016 року — голова первинної журналістської організації редакції газети «Сумщина», член Асоціації діячів естрадного мистецтва України, поетеса.

## Життєпис
Вищу освіту (бібліограф) отримала у Харкові. Професійну журналістську діяльність почала в газеті «Вперед». Згодом працювала керівником пресслужба концерну «Укрросметал». Протягом майже десяти років очолювала відділ політики та діяльності влади обласної громадсько-політичної газети «Сумщина».

### Журналістика
Як журналіст є автором низки матеріалів на суспільно-політичну, краєзнавчу, гостросоціальну тематику. Публікувала резонансні статті про розвиток Сумщини, діяльність органів влади та місцевого самоврядування, проблеми територіальних громад, нариси про видатних людей краю.
Пише вірші, а також пісенні тексти. Пісні на її слова у виконанні мистецьких колективів та окремих виконавців звучать на різноманітних обласних та всеукраїнських мистецьких фестивалях, концертних програмах, творчих вечорах, у телевізійному та радіоефірі.

### Нагороди
Переможець у номінації «Журналіст року» обласного творчого конкурсу журналістів «Нова Сумщина-2011», лауреат обласної літературно-краєзнавчо-мистецької премії імені Пилипа Рудя у номінації «Журналістика». Лауреат обласного конкурсу на найкращі журналістські матеріали «Громада та влада. Зупинимо насильство разом».
Має відзнаки УМВС України в Сумській області, головного управління Пенсійного фонду України в Сумській області, управління Державної пенітенціарної служби України в Сумській області. Відзначена Подякою як член журі Всеукраїнського конкурсу юних журналістів.
Пройшла конкурсний відбір та є учасником всеукраїнського проєкту «Громадська місія журналіста: допомогти людям жити активно».
Лауреат премії «NOVOMEDIA AWARDS»-2015 за систематичне висвітлення вічних цінностей у ЗМІ.

### Родина
Донька письменника Григорія Єлишевича, має сина Ігоря. Брат  – Костянтин Єлішевич, журналіст.